# 프린세스 패트리샤 캐나다 경보병연대
프린세스 패트리샤 캐나다 경보병연대(Princess Patricia's Canadian Light Infantry, (PPCLI))는 캐나다 육군 소속 3개의 정규 보병 연대 중에 하나이다. 연대는 예비 대대 하나를 포함한 군인 2000명을 거느리는 총 대대 4개로 이룬다. PPCLI는 앨버타주에 있는 CFB 에드먼턴와 매니토바주에 있는 CFB 샤일로에서 활동한다. 

## 같이 보기
- 코넛 공녀 패트리샤